# Räddningsstation Piteå (sjöräddning)
Räddningsstation Piteå är en av Sjöräddningssällskapets räddningsstationer.
Räddningsstation Piteå ligger vid Renöhamn omkring sju km nordost om Piteå. Den inrättades 2003 och har 25 frivilliga sjöräddare.

## Räddningsfarkoster
- Rescue Albert Isakson av Victoriaklass, byggd 1999
- Rescue Piteå, en tidigare Storebro Stridsbåt 90 E, byggd 1994
- Rescue Sparbanken Nord av Gunnel Larssonklass, 2021

## Tidigare sjöräddningsfarkoster
- 90-152 Rescue Sparbanken Nord, en 11,9 meter lång, täckt tidigare Stridsbåt 90 E, byggd 1994. Båten kom till RS Piteå år 2020 efter att den tidigare varit stationerad på Räddningsstation Munsö/Ekerö under namnet Rescue Ekerö.